# Kurzeme (Riga)
Kurzeme è una divisione amministrativa della città di Riga; al 1º gennaio 2017 contava 126.130 abitanti.
Venne istituito nell'ottobre 1969 con il nome di Leningrado ed ha assunto il nome attuale il 28 dicembre 1990, durante il Terzo Risveglio nazionale lettone.

## Quartieri
- Āgenskalns
- Bolderāja
- Daugavgrīva
- Dzirciems
- Iļģuciems
- Imanta
- Kleisti
- Ķīpsala
- Rītabuļļi
- Spilve
- Voleri
- Zasulauks